# Ipcs
ipcs는 유닉스 시스템 V의 인터프로세스 커뮤니케이션 시스템의 API 커널 엔티티를 stdout(표준 출력)에 나열하기 위한 유닉스 및 리눅스 명령어이다. 시스템 V IPC 엔티티는 다음과 같다:
- 공유 메모리 세그먼트
- 메시지 큐
- 세마포어 배열

## 패키지
리눅스에서 ipcs 명령어는 util-linux 패키지에 의해 제공된다.
ipcs 명령어는 IBM i 운영 체제에 이식되기도 했다.

## 같이 보기
- 유닉스 명령어 목록